# Walter Thompson
Walter Thompson (West Palm Beach, Flórida, 31 de maio de 1952) é um compositor, saxofonista e educador estadunidense. É também o criador do Soundpainting, língua multidisciplinar de composição ao vivo.

## Soundpainting
Em 1974, depois de frequentar alguns anos a Berklee College of Music, Walter Thompson mudou-se para a casa de campo de sua família, em Woodstock (Nova Iorque). Ali ele ganhou uma bolsa do National Endowment on the Arts para estudar composição e instrumentos de madeira com Anthony Braxton.  Durante esse período, ele também estudou improvisação de dança com Ruth Ingalls.
Woodstock nos anos 70 era foi um grande núcleo de produção musical. A Creative Music School (CMS), fundada por Karl Berger, Don Cherry e Ornette Coleman convidou compositores e intérpretes como John Cage, Ed Blackwell, Carlos Santana, Don Cherry, Anthony Braxton e Carla Bley para dar uma oficina de duas semanas aos estudantes. A CMS ficava fechada durante o verão, mas muitos dos seus estudantes permaneciam em Woodstock. Então, Thompson organizava jam sessions com esses estudantes. A partir dessas sessões, Thompson formou sua primeira orquestra e produziu uma série de concertos em Woodstock. O foco da orquestra era em improvisação jazzística em grupo. Nessa época, Thompson começou a experimentar com sinais gestuais. Foram criados gestos básicos que indicavam, por exemplo, improvisação com notas longas ou com estilo pontilhista.
Thompson mudou-se para Nova Iorque em 1980 e formou a Walter Thompson Orchestra (na época, chamada The Walter Thompson Big Band) em 1984. Durante o primeiro ano da orquestra, ao regê-la numa atuação em Brooklyn, Thompson precisou comunicar com a orquestra no meio de uma música. Eles estavam tocando uma seção de improvisação em que o trompete 2 estava a executar um solo. Thompson queria que, durante o solo, os demais trompetistas criassem um background. Não querendo imitar regentes que costumavam gritar ou falar alto com a orquestra, Thompson decidiu usar os mesmos sinais que havia criado em Woodstock. Então sinalizou: Trompete 1, Background, com, 2 compassos, feel; olhe-me, 4 tempos (no original: Trumpet 1, Background, With, 2-Measure, Feel; Watch Me, 4 Beats). Tentou, mas o grupo não respondeu. No próximo ensaio, os membros da orquestra perguntaram o que eram aqueles sinais e ele lhes contou. Com ajuda da orquestra, Thompson continuou a desenvolver a linguagem. Nos dez anos que se seguiram Thompson transformou o Soundpainting numa linguagem de sinais que permite criar composições inteiras ao vivo. Ele continuou a desenvolver novos gestos e no inícios dos anos 1990 expandiu a linguagem para incluir atores, bailarinos, poetas e artistas visuais.
Desde o fim da década de 1990 Thompson tem se dedicado a difundir o Soundpainting sem, contudo, deixar de continuar desenvolvendo a língua.
Em 2001, Thompson ganhou o pêmio FAD Sebastià Gasch pelo Soundpainting.

## Colaborações
Walter Thompson já compôs peças de Soundpainting com várias orquestras contemporâneas de diversos lugares do mundo, como Barcelona, Paris, Nova Iorque, Chicago, Los Angeles, Boston, Oslo, Berlim, Bergen, Lucerna, Copenhague e Reykjavik, entre outros. Também ensinou Soundpainting em muitos países, notoriamente no Conservatório de Paris, na Eastman School of Music, na Academia de Artes da Islândia, na Grieg Academy de Bergen, Noruega ou nas Universidades de Iowa, Michigan e Nova Iorque.
No Brasil, Walter esteve em 2011, tendo ministrado oficinas de Soundpainting em Juiz de Fora e Belo Horizonte.

## Gravações selecionadas
- SP4tet – Dane Recordings (Mr. Thompson’s Soundpainting string quartet).
- New York Soundpainting Orchestra – with Soundpainter’s Walter Thompson and Evan Mazunik – Dane Recordings (release TBA soon).
- Six Soundpainting Compositions with Anthony Braxton, Walter Thompson and the Walter Thompson Orchestra (release TBA soon).
- Walter Thompson/Olle Karlsson Duo – Dane Recordings.
- PEXO 111004 DVD (Dane Records).
- PEXO (CD) -A Soundpainting Symphony (Nine Winds Records).
- Steve Rust Soundpainting Sextet – Walter Thompson Soundpainter – Dane Recordings.
- Side Show Time – Walter Thompson Soundpainter – Dane Recordings.
- Deconstructing Haydn – Walter Thompson Soundpainter, Gil Selinger soloist (Novodisc Recordings).
- Code of The West-with Joe Gallant (Scratchy Records).
- The Colonel (Nine Winds Records).
- Not for Rollo (Ottava Records).
- Various-John Zorn's Cobra (Knitting Factory Works).
- 520 OUT (Dane Records).
- Symphony of the Universe-with Wendy Mae Chambers (Newport Classic).
- Stardate (Dane Records).
- ARC (Dane Records).
- Four Compositions with Walter Thompson and Anthony Braxton (Dane Records). [carece de fontes?]

## Publicações selecionadas
- Soundpainting Workbook 1 – The Art of Live Composing for Musicians (Level 1).
- Soundpainting Workbook 2 - The Art of Live Composing for Musicians (Level 2).
- Soundpainting Workbook 3 – The Art of Live Composing for Actors and Dancers (Levels 1 and 2).
- Colors for Chorus – Boosey and Hawkes.
- Introduction to Soundpainting – Eufonia Núm. 47 (em Espanhol). [carece de fontes?]